# Ulla Henningsen
Ulla Henningsen (født 7. marts 1951 i Kalundborg) er en dansk skuespillerinde og sangerinde.
Hun er uddannet på Skuespillerskolen ved Aarhus Teater i 1973 og var tilknyttet teatret frem til 1977. Har medvirket i flere musicals, bl.a. No, no Nanette og Cabaret. Hun har bl.a. været tilknyttet Betty Nansen Teatret og Rialto Teatret.
På tv har Ulla Henningsen medvirket som Iben Skjold-Hansen i tv-serien Matador og som Liva Weel i serien Kald mig Liva. Hun har også medvirket i Mor er major og Alle elsker Debbie.
Shit & Chanel-sangen "Du er så smuk og dejlig" skrev Anne Linnet efter at have set Ulla Henningsen på et dansested i Aarhus.
Siden 1996 har hun dannet par med musiker Uffe Markussen (f. 1952).

## Hædersbevisninger
- 1980: Henkel-Prisen
- 1991: Tagea Brandts Rejselegat
- 2011: Teaterpokalen

## Udvalgt filmografi
Film
- Vinterbørn – 1978
- Rend mig i traditionerne – 1979
- Undskyld vi er her – 1980
- Jeg elsker dig – 1987
- Hip Hip Hurra – 1987
- Skyggen af Emma – 1988
- Carmen og Babyface – 1995
- En mand kommer hjem (2007)
- Karlas kabale (2007)
- Daisy Diamond (2007)

Tv
- Matador (1978-81) – som fru bankdirektør Iben Skjold-Hansen
- Mor er major (1985)
- Alle elsker Debbie (1988) – som Debbies svigermor, den fordrukne gymnasielærerinde
- Kald mig Liva (1992) – hovedrollen som Liva Weel
- Generationer (2025) - som den 87-årige Martha, familiens matriark